# کام‌اید
کام‌اید (انگلیسی: ComEd) شرکت برق آمریکایی است، که در سال ۱۹۰۷ تأسیس شد.